# Lepisiota depilis
Lepisiota depilis är en myrart som först beskrevs av Carlo Emery 1897.  Lepisiota depilis ingår i släktet Lepisiota och familjen myror. Inga underarter finns listade i Catalogue of Life.